# Regina Scheer

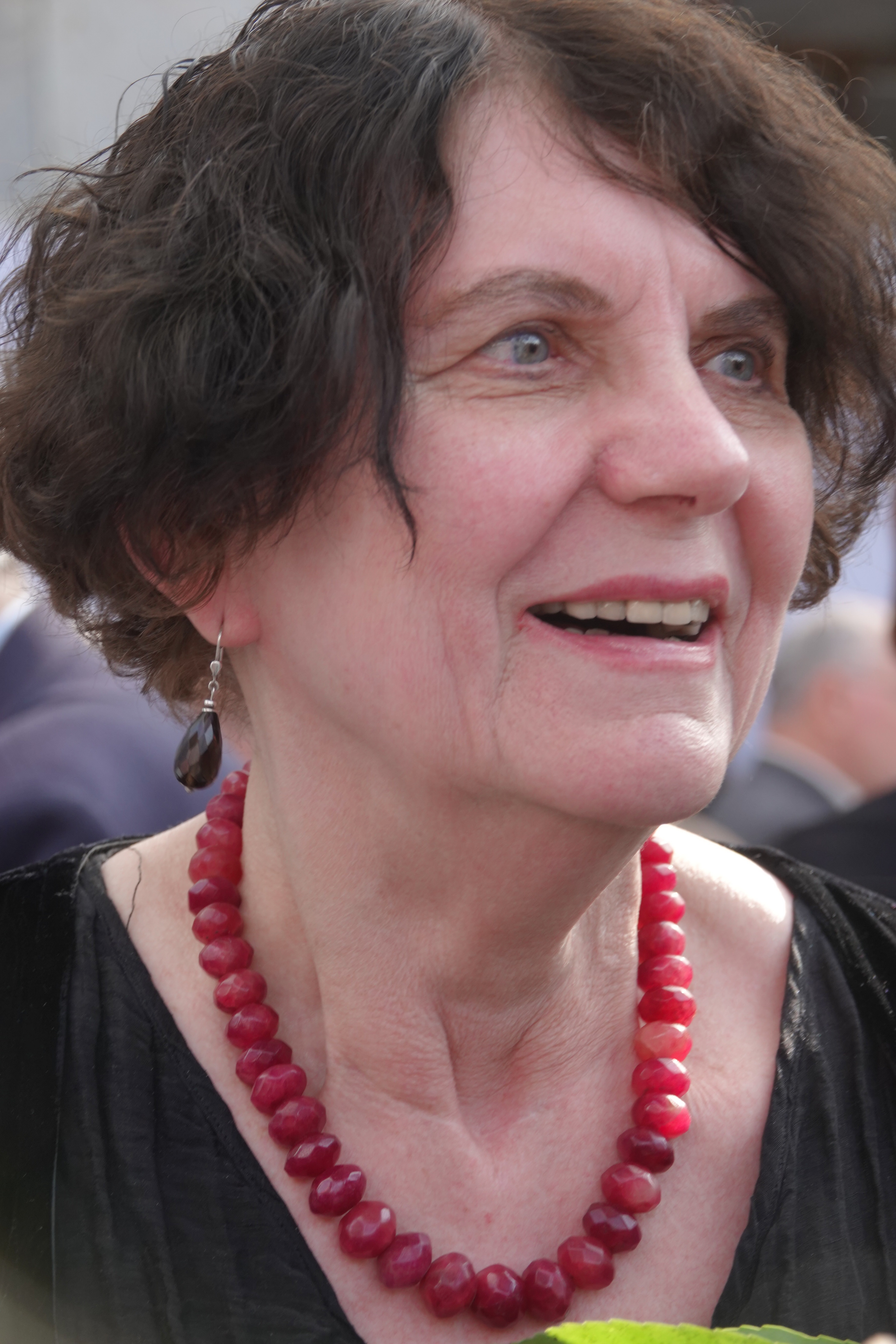
Regina Scheer 2023

Regina Scheer (geboren 1950 in Ost-Berlin) ist eine deutsche Autorin und Schriftstellerin.

## Leben
Regina Scheer wuchs in Ost-Berlin auf. Ihre Mutter heiratete ihren Stiefvater, Maximilian Scheer, als Regina Scheer sechs Jahre alt war.

## Beruflicher Werdegang
Regina Scheer studierte von 1968 bis 1973 Theater- und Kulturwissenschaft an der Humboldt-Universität zu Berlin. Sie war Texterin beim Oktoberklub. Von 1972 bis 1976 arbeitete sie als Redakteurin der FDJ-Studentenzeitung Forum, von 1980 bis 1990 bei der Literaturzeitschrift Temperamente. Seit der friedlichen Revolution in der DDR arbeitet sie als Autorin und Herausgeberin. Sie lebt in Berlin-Wedding.
Scheer veröffentlichte mehrere Bücher zur deutsch-jüdischen Geschichte und legte 2014 ihren ersten Roman Machandel vor.
Ihre Biografie Bittere Brunnen. Hertha Gordon-Walcher und der Traum von der Revolution über Hertha Gordon-Walcher, einst Sekretärin von Clara Zetkin, gewann in der Kategorie Sachbuch/Essayistik den Preis der Leipziger Buchmesse 2023. Scheer hatte Hertha Gordon-Walcher und ihren Mann Jacob Walcher in ihrer Kindheit kennengelernt. Sie nannte sie ihre Tante. Nach dem Tod von Jakob Walcher im Jahr 1970 nahm Scheer nach längerer Zeit wieder Kontakt zu Gordon-Walcher auf, der sich über die Jahre zunehmend intensivierte und in langen Gesprächen vor allem über Herthas Vergangenheit mündete, bei denen Scheer im Nachhinein auch Aufschriften machte. Scheer besuchte sie dabei im Wochentakt. Scheer entschloss sich schließlich, auf Basis ihrer Gespräche und anschließender Archive-Besuche das Leben von Gordon-Walcher niederzuschreiben.

## Auszeichnungen
- 2014: Mara-Cassens-Preis
- 2017: Ver.di-Literaturpreis Berlin-Brandenburg
- 2023: Preis der Leipziger Buchmesse für Bittere Brunnen (Kategorie: Sachbuch/Essayistik)

## Werke (Auswahl)
- AHAWAH, das vergessene Haus. Aufbau, Berlin 1992
- Es gingen Wasser wild über unsere Seele. Aufbau, Berlin 1999
- Der Umgang mit den Denkmälern. Brandenburgische Landeszentrale für Politische Bildung, Potsdam 2003
- Im Schatten der Sterne. Aufbau, Berlin 2004
- „Wir sind die Liebermanns“. Propyläen, Berlin 2006
- Mausche mi-Dessau Moses Mendelssohn. Hentrich & Hentrich, Teetz 2006
- Den Schwächeren helfen, stark zu sein. Die Schrippenkirche im Berliner Wedding 1882–2007. Hentrich & Hentrich, Teetz 2007, ISBN 978-3-938485-63-7
- Kurt Tucholsky. Hentrich & Hentrich, Teetz 2008
- Zerbrochene Bilder. Kurt-Tucholsky-Literaturmuseum Schloss Rheinsberg, Rheinsberg 2011
- Zerstörte Kindheit und Jugend. Mein Leben und Überleben in Berlin., zusammen mit Regina Steinitz, Berlin, 2014, Stiftung Denkmal für die ermordeten Juden Europas, ISBN 978-3-942240-16-1.
- Machandel. Roman. Knaus, München 2014, ISBN 978-3-328-10024-9
- Gott wohnt im Wedding. Penguin Verlag, München 2019, ISBN 978-3-328-60016-9.
- Bittere Brunnen. Hertha Gordon-Walcher und der Traum von der Revolution (Penguin Verlag), München, 2023, ISBN 978-3-328-60208-8